# Merchweiler
Merchweiler – miejscowość i gmina w zachodnich Niemczech, w środkowej części kraju związkowego Saara, w powiecie Neunkirchen.

## Geografia
Gmina ma powierzchnię 13 km², zamieszkuje ją 10 402 osób (2010).
Merchweiler położone jest ok. 15 km na północny wschód od Saarbrücken, ok. 150 km na południe od Bonn i ok. 70 km na południowy wschód od Luksemburga.

## Dzielnice
W skład gminy wchodzą dwie dzielnice: 
- Merchweiler
- Wemmetsweiler

## Historia
Gmina powstała w wyniku reformy administracyjnej w 1974, połączono wówczas ze sobą gminy Merchweiler i Wemmetsweiler.

## Polityka

### Wójtowie
- 1974–1984:  Willi Ries (CDU)
- 1984–1994:  Gerhard Bermann (CDU)
- 1994–1998:  Edwin Färber (SPD)
- 1999–obecnie: Walter Dietz (CDU)

### Rada gminy
Rada gminy składa się z 33 członków:
|      |         | CDU | SPD | Razem |
| 2004 | Miejsca | 19  | 14  | 33    |

## Zabytki i atrakcje
Merchweiler
- zabudowania dworca kolejowego z 1879
- gospodarstwo Haus Leinenbach przy Bergstraße 4, z 1780
- gospodarstwo przy Bergstraße 6, z 1859
- gospodarstwo Haus Schäfer przy Dorfstraße 27, z końca XVII w., przebudowane w 1850
- gospodarstwo Haus Ackermann przy Hauptstraße 33/35, z 1902
- krzyż przy Weiherstraße, z 1748

Wemmetsweiler
- ratusz z 1925-1927, wybudowany według planów Otto Eberbacha
- młyn z 1804, przebudowany w 1900
- kaplica am Rosengarten jako upamiętnienie wojny, z 1936
- katolicki kościół parafialny pw. św. Michała (St. Michael) z 1899, według projektu Wilhelma Hectora, dobudowana zakrystia z 1918
- krzyż przy Bildstockstraße 36, z 1887
- krzyż przy Schulstraße 6, z 1886
- krzyż przy Zum Striedt, z 1761

## Komunikacja
Przez gminę przebiega autostrada A8 (Perl–Bad Reichenhall, zjazd 18 Illingen), w pobliżu znajduje się węzeł autostradowy Saarbrücken (A1-A8). Dzięki temu gmina posiada sprawną komunikację nie tylko ze swoim krajem lecz także z Francją i Luksemburgiem.
W Wemmetsweiler rozdzielają się linie kolejowe Fischbachtal (Saarbrücken-Neunkirchen) i Primstal (Lebach-Neunkirchen), przy nich znajduje się jedna stacja kolejowa i trzy przystanki:
- Stacje kolejowe (linia Primstal)
- Wemmetsweiler
- Przystanki (linia Fischbachtal)
  - Merchweiler
  - Wemmetsweiler Rathaus

W Wemmetsweiler znajduje się również stacja towarowa.

## Oświata
W gminie znajdują się dwa przedszkola: jedno katolickie i jedno ewangelickie.

## Osoby urodzone w Merchweiler
- Dieter Enderlein (ur. 1944; zm. 2004), lekkoatleta
- Gabriele Bozok (ur. 1953), polityk